# Webb Ellis Kupa
A Webb Ellis Cup a trófea, amelyet a férfi Rögbi-világbajnokság, a férfi nemzetközi rögbi szövetség első számú versenyének győztesének ítélnek oda. A kupa nevét William Webb Ellisről kapta, akit gyakran a rögbi futball feltalálójaként tartják számon. A trófea ezüst aranyozott, és az 1987 első világbajnokság óta a rögbi-világbajnokság győztesének adják át. Háromszor nyerte meg Új-Zéland (1987, 2011 és 2015) és Dél-Afrika (1995, 2007 és 2019), kétszer. az Ausztrália (1991 és 1999), egyszer pedig az Anglia (2003).
A 38 centiméteres trófea súlya 4,5 kg, aranyozott ezüst és két öntött tekercs fogantyúja van. Az egyik fogantyú a szatír fejét viseli, a másik egy nimfa fejét. A trófea előlapján az International Rugby Football Board felirat, alatta pedig a The Webb Ellis Cup felirat olvasható. A Webb Ellis Kupát (helytelenül) "Webb Ellis Trophy"-ként vagy köznyelvben "Billként" is emlegetik, ezt a becenevet az 1991-es rögbi-világbajnokság győztesei, a Wallabies alkották meg.